# Greffe cornéenne

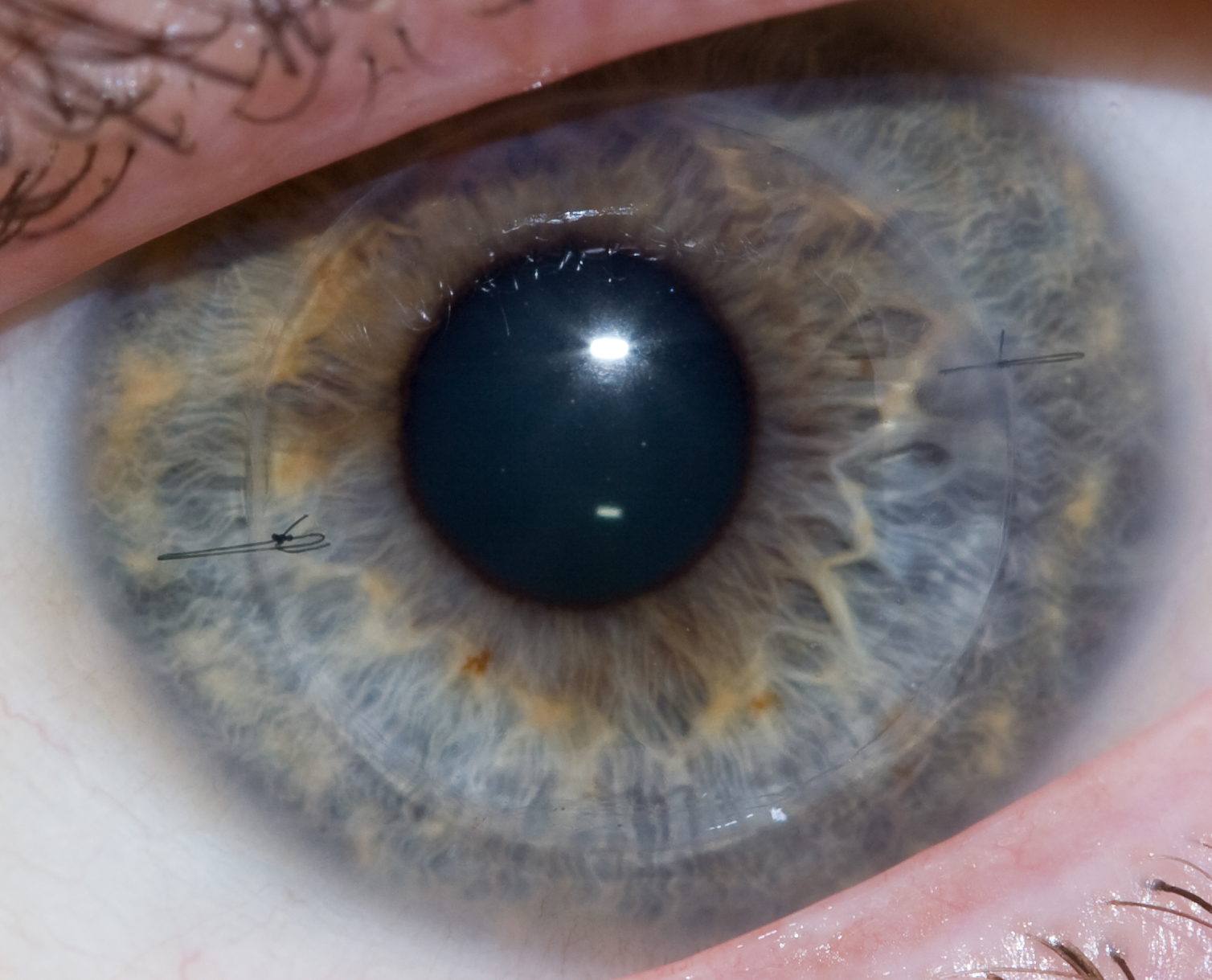
Cornée transplantée, un an après l'intervention

La greffe de cornée, aussi appelée kératoplastie, est une intervention chirurgicale au cours de laquelle une cornée malade ou endommagée est remplacée par une cornée provenant d'un donneur récemment décédé et n'ayant pas de maladie connue pouvant affecter la viabilité du tissu. L'acte opératoire est réalisé par des ophtalmologistes, c'est-à-dire des médecins spécialistes dans les maladies oculaires.

## La cornée
La cornée est la partie transparente de l'œil en face de l'iris et de la pupille. Elle est le premier tissu transparent du globe oculaire. Elle permet la convergence des rayons lumineux au cristallin et ainsi à la rétine. Elle est composée de trois couches cellulaires principales (épithélium de surface, stroma et endothélium à la face postérieure) et de deux membranes  (membrane basale épithéliale pour l'épithélium et membrane de Descemet pour l'endothélium). Elle est extrêmement fine (500 µm en son centre), ce qui la rend très fragile et sujette à de nombreuses affections et blessures. De plus, elle présente une absence de vaisseaux sanguins, afin qu'elle puisse conserver sa transparence, ce qui la prive de nutriments que la cornée doit puiser dans les larmes étalées en film fin sur toute la surface de l’œil grâce aux clignements des paupières.

## Statistiques
Près de 50 000 interventions de ce type sont réalisées chaque année aux États-Unis. Le nombre de greffes en Suisse est d’environ 400 par an, alors que la liste d’attente est de 800 à 1000 personnes.

## Indications
La première indication est la dystrophie cornéenne de Fuchs. Le kératocône ainsi que les atteintes cicatricielles de la cornée constituent l'essentiel du reste des indications.

## Type de chirurgie
La première greffe cornéenne date de 1905.
Actuellement le prélèvement des yeux est effectué, avec mise en place de prothèses oculaires et transféré à une « banque des yeux » où les cornées sont préparées pour la greffe. Il n'y a pas de nécessité de compatibilité (groupe sanguin ou groupe HLA) entre le donneur et le receveur.
La cornée est un organe composé. La greffe de cornée peut intéresser toute l'épaisseur de la cornée (kératoplastie transfixiante), sa partie postérieure (kératoplasties endothéliales: Descemet Membrane Endothelial Keratoplasty, Descemet Stripping Automated Endothelial Keratoplasty) ou sa partie antérieure et moyenne (kératoplastie lamellaire antérieure). L'avantage du retrait de l'endothélium du greffon (celui du receveur restant en place) est de limiter de façon importante le risque de rejet.

### Première greffe de cornée ultrafine réalisée en Tunisie[5]
La première greffe de cornée ultrafine en Tunisie a été réalisée avec succès à l'hôpital universitaire Charles Nicolle de Tunis en avril 2025. Cette intervention, une kératoplastie endothéliale ultra-mince (DMEK), a été menée par une équipe médicale entièrement tunisienne, utilisant un microkératome de haute précision. Cette avancée permet une récupération plus rapide et des résultats visuels améliorés pour les patients souffrant de pathologies de la couche endothéliale de la cornée. Elle marque une étape significative dans le développement de la chirurgie ophtalmologique en Tunisie, réduisant la dépendance aux cornées importées et illustrant l'engagement du système de santé tunisien à adopter des techniques médicales de pointe tout en valorisant les compétences locales.

## Don de cornée
La majorité des personnes peuvent être donneuses de cornée, y compris les personnes âgées. Les contre-indications médicales sont rares. Il s'agit notamment en cas de pathologies infectieuses transmissibles (VIH, hépatite B active) ou de cancers hématologiques évolutifs. Des maladies comme la myopie, la cataracte ou le glaucome ne constituent généralement pas un obstacle au don.
Le prélèvement est effectué dans des conditions d’hygiène similaires à une intervention chirurgicale classique. Il peut être réalisé plusieurs heures après le décès, le plus souvent dans les 24h. Deux techniques de prélèvement peuvent être utilisées : 
- Le prélèvement de la cornée uniquement : seule la lentille transparente (cornée) est retirée.
- Le prélèvement de l’œil : le bulbe oculaire (l’œil entier) est prélevé. La cornée sera par la suite séparée du bulbe.

Après le prélèvement, des prothèses sont placées et les paupières refermées. Les proches peuvent se recueillir auprès du défunt, rien n’est visible sur le visage.
Les cornées prélevées sont transportées dans une banque de cornées, un établissement qui effectue des contrôles morphologiques et microbiologiques. Après ces vérifications, les cornées peuvent être délivrées pour être greffées le plus souvent entre 10 jours à un mois après le prélèvement.
En France, toute personne est présumée donneuse à moins de s’y être opposée de son vivant, conformément à la loi de bioéthique reposant sur le principe du consentement présumé (article L1232-1 du Code de la santé publique). En Suisse, ce principe devrait entrer en vigueur au plus tôt en 2026, après son adoption par votation populaire en mai 2022. D'ici là, le principe du consentement explicite reste en vigueur.